# Silas Katompa Mvumpa
Silas Katompa Mvumpa (Kinshasa, 1998. október 6. –) kongói DK válogatott labdarúgó, a Crvena zvezda játékosa kölcsönben a német VfB Stuttgart csapatától.

## Pályafutása

### Klubcsapatokban
Szülővárosában az Olympic Matete csapatában kezdett megismerkedni a labdarúgás alapjaival. 2018 februárjában a francia Alès korosztályos csapataihoz került, majd a felnőttek között is pályára lépett. 2018 nyarán a Paris klubjába igazolt, ahol hamar alapember lett. Augusztus 31-én mutatkozott be a Troyes csapata ellen. Szeptember 11-én profi szerződést írt alá a klubbal, amely 3 évre szólt. November 9-én megszerezte első gólját a Lorient ellen 2–1-re elvesztett bajnoki mérkőzésen. A 2018–2019-es szezonban 32 bajnoki találkozón 11 gólt szerzett. 2019. augusztus 13-án 5 évre szóló szerződést írt alá a német VfB Stuttgart csapatával. Első szezonjában a Bundesliga 2-ben 29 bajnoki mérkőzésen 7 gólt szerzett az ezüstérmes csapatban. 2021 júniusában 3 hónapra eltiltották a futballtól azután, hogy 2 évig hamis névvel, Silas Wamangituka néven játszott Silas Katompa Mvumpa helyett, valamint 1 évvel fiatalabbnak vallotta magát. 2023. január 1-jén 2026 június 30-ig meghosszabbította szerződését.
2024. szeptember 3-án a szerb Crvena zvezda csapatába került kölcsönbe.

### A válogatottban
2023. március 24-én mutatkozott be a Kongói DK válogatottjában Mauritánia ellen 3–1-re megnyert afrikai nemzetek kupája-selejtező mérkőzésen.

## Statisztika
2024. október 6-i állapotnak megfelelően.
| Klub          | Szezon   | Bajnokság        | Bajnokság | Bajnokság | Kupa  | Kupa  | UEFA  | UEFA  | Egyéb | Egyéb | Összesen | Összesen |
| Klub          | Szezon   | Osztály          | Mérk.     | Gólok     | Mérk. | Gólok | Mérk. | Gólok | Mérk. | Gólok | Mérk.    | Gólok    |
| ------------- | -------- | ---------------- | --------- | --------- | ----- | ----- | ----- | ----- | ----- | ----- | -------- | -------- |
| Alès          | 2017–18  | National 3       | 6         | 1         | —     | —     | —     | —     | —     | —     | 6        | 1        |
| Alès          | Összesen | Összesen         | 6         | 1         | 0     | 0     | 0     | 0     | 0     | 0     | 6        | 1        |
| Paris B       | 2018–19  | National 3       | 1         | 0         | —     | —     | —     | —     | —     | —     | 1        | 0        |
| Paris B       | Összesen | Összesen         | 1         | 0         | 0     | 0     | 0     | 0     | 0     | 0     | 1        | 0        |
| Paris         | 2018–19  | Ligue 2          | 32        | 11        | 0     | 0     | —     | —     | 1     | 0     | 33       | 11       |
| Paris         | 2019–20  | Ligue 2          | 2         | 0         | 0     | 0     | —     | —     | —     | —     | 2        | 0        |
| Paris         | Összesen | Összesen         | 34        | 11        | 0     | 0     | 0     | 0     | 1     | 0     | 35       | 11       |
| VfB Stuttgart | 2019–20  | Bundesliga 2     | 29        | 7         | 2     | 1     | —     | —     | —     | —     | 31       | 8        |
| VfB Stuttgart | 2020–21  | Bundesliga       | 25        | 11        | 2     | 2     | —     | —     | —     | —     | 27       | 13       |
| VfB Stuttgart | 2021–22  | Bundesliga       | 9         | 0         | 0     | 0     | —     | —     | —     | —     | 9        | 0        |
| VfB Stuttgart | 2022–23  | Bundesliga       | 30        | 5         | 2     | 1     | —     | —     | 1     | 1     | 33       | 7        |
| VfB Stuttgart | 2023–24  | Bundesliga       | 27        | 5         | 3     | 2     | —     | —     | —     | —     | 30       | 8        |
| VfB Stuttgart | 2024–25  | Bundesliga       | 0         | 0         | 0     | 0     | —     | —     | 1     | 0     | 1        | 0        |
| VfB Stuttgart | Összesen | Összesen         | 120       | 28        | 9     | 6     | 0     | 0     | 2     | 1     | 131      | 36       |
| Crvena zvezda | 2024–25  | Szerb SzuperLiga | 3         | 2         | 0     | 0     | 2     | 0     | —     | —     | 5        | 2        |
| Crvena zvezda | Összesen | Összesen         | 3         | 2         | 0     | 0     | 2     | 0     | 2     | 1     | 5        | 2        |
| Összesen      | Összesen | Összesen         | 162       | 42        | 9     | 6     | 2     | 0     | 3     | 1     | 176      | 49       |

1. ↑  Magában foglalja a Bajnokok ligájában és az Európa-ligában való pályára lépeseit is.
2. ↑  Magában foglalja a Ligue 2 és a Bundesliga rájátszásán való pályára lépeseit is.

## Sikerei, díjai
- Bundesliga – A szezon újonca: 2020–21
- Bundesliga – Hónap Tehetsége: 2020 November, 2020 December, 2021 Február